# Kapellenfriedhof (Bad Kissingen)

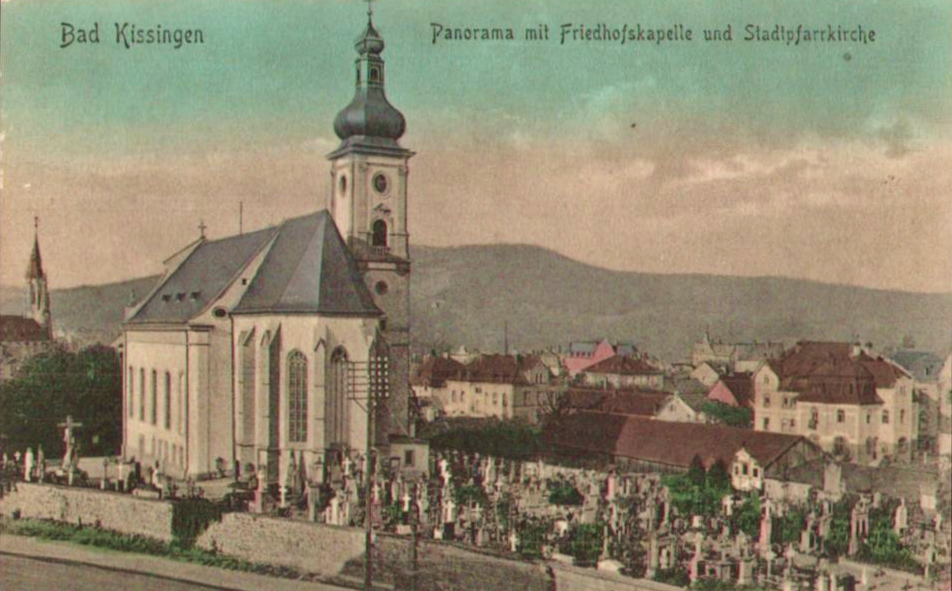
Kapellenfriedhof mit Marienkapelle

Der Kapellenfriedhof ist ein historischer Friedhof in der Kapellenstraße in der unterfränkischen Kurstadt Bad Kissingen. Er gehört zu den Bad Kissinger Baudenkmälern und ist unter der Nummer D-6-72-114-26 in der Bayerischen Denkmalliste registriert.
Zum Friedhof gehört die Marienkapelle.

## Geschichte

### Anfänge
Erstmals erwähnt wurde der Kapellenfriedhof im Jahr 1348, als viele Kissinger der Pest zum Opfer fielen. Etwa zur gleichen Zeit entstand die zum Friedhof gehörende Marienkapelle (wobei für die mögliche Ersterwähnung von 1286 unsicher ist, ob diese sich auf die Marienkapelle oder auf die Jakobuskirche bezieht; die erste sichere Ersterwähnung der Marienkapelle stammt ebenfalls aus dem Jahr 1348).
Das erste, nicht mehr existente Leichenhaus des Friedhofs entstand im Jahr 1841.
Das neben der Marienkapelle befindliche Kruzifix aus Sandstein mit Mater-Dolorosa-Darstellung entstand im 18. Jahrhundert.
Im Jahr 1855 wurde der Friedhof ein erstes Mal erweitert.

### Schlacht bei Kissingen

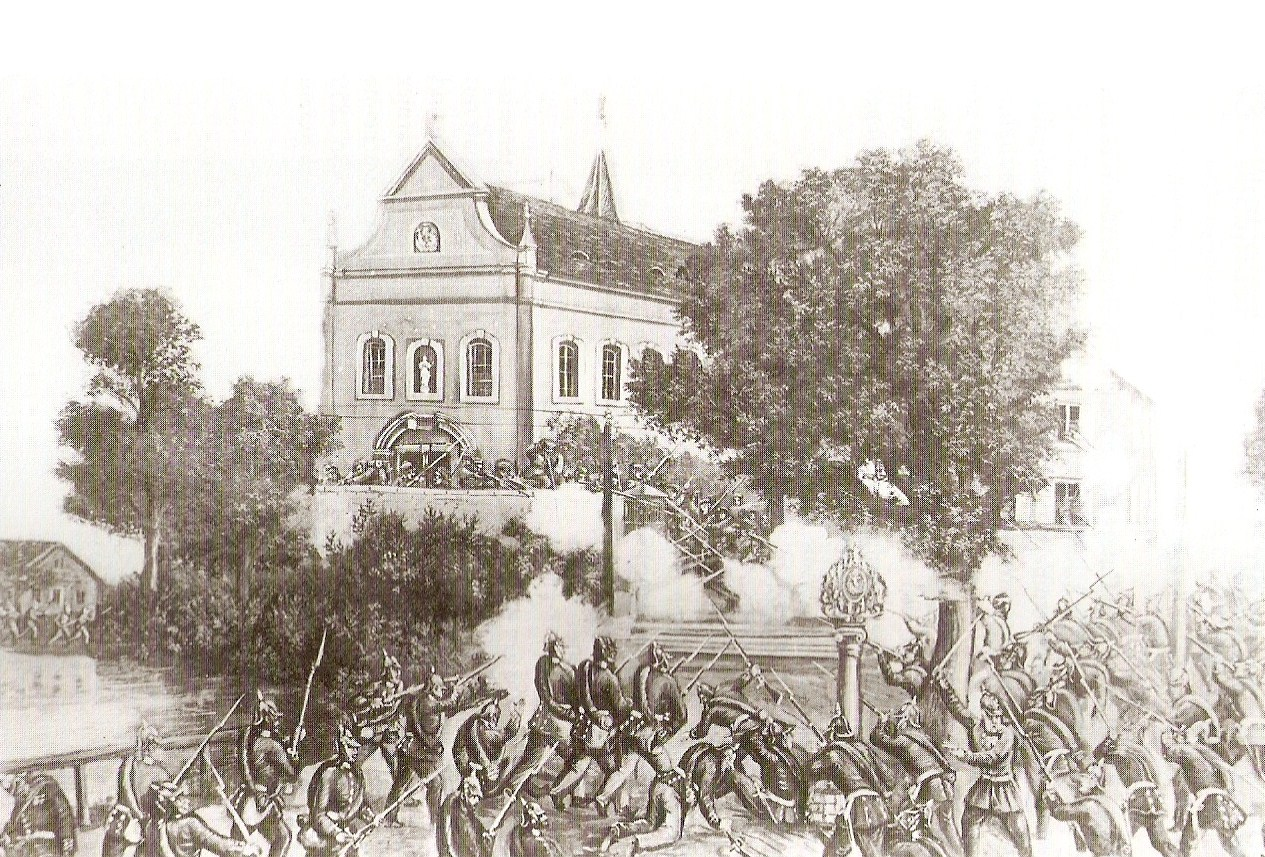
Zeitgenössische Postkartendarstellung der Schlacht bei Kissingen

Während der Schlacht bei Kissingen im Deutschen Krieg wurde der Kapellenfriedhof am 10. Juli 1866 Schauplatz eines Gefechts. Auf Grund der Lage der Marienkapelle wie eine Festung zwischen Kissingen einerseits und andererseits Nüdlingen sowie dem heutigen Bad Kissinger Stadtteil Winkels, wollte der bayerische General Oskar von Zoller den preußischen Truppen den Weg nach Nüdlingen und dem Kissinger Stadtteil versperren. Auf dem Kapellenfriedhof wurden 151 der etwa 350 Opfer der Schlacht bestattet (Für eine Übersicht siehe Kapitel „Grabstätten“). Im Massengrab am 1869 aufgestellten Denkmal der Germania gegenüber der Marienkapelle an der Kapellenstraße fanden 63 Gefallene an der Kapellenstraße ihre letzte Ruhe.
Kapellenkirchner Kaspar Betzer, ein Vorfahre des späteren Münnerstädter Bürgermeisters Ferdinand Betzer, wurde von preußischen Soldaten verhaftet, als er die Festsetzung gefangener bayerischer Soldaten in der Marienkapelle verhindern wollte. Betzer hatte die Marienkapelle verschlossen, um sie vor der Plünderung durch die preußischen Soldaten zu schützen. Nachdem er vergeblich behauptete, er habe den Schlüssel seiner Tochter mitgegeben, musste er ihn schließlich übergeben. Schriftsteller Theodor Fontane, der den Vorfall in seinem Bericht über den Deutschen Krieg nicht erwähnt, erwirkte später eine Entschädigung in Höhe von 50 Talern für Betzer.
Zwischen den Kriegsgräbern befindet sich auf dem Friedhof auch eine Gedenksäule mit bayerischem Raupenhelm auf einem Lorbeerkranz mit Schwert für die Gefallenen des Deutschen Krieges, die allem Anschein nach von Bildhauer Michael Arnold geschaffen wurde.

### 19. Jahrhundert bis zur Gegenwart

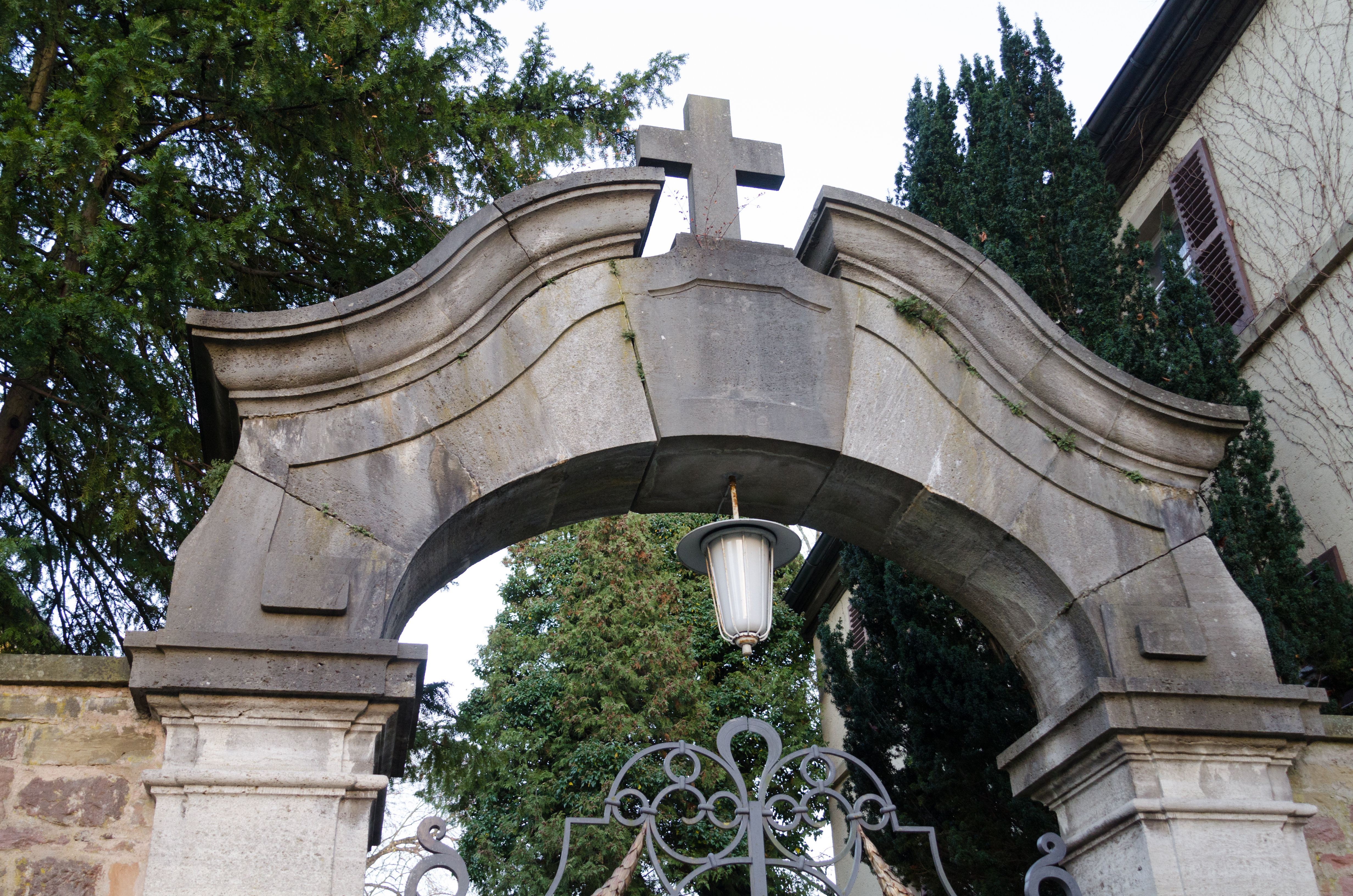
Torbogen (1909)

Im Jahr 1890 fand eine weitere Friedhofserweiterung statt, wobei der Friedhof seine heutige Ausdehnung erhielt. Im Rahmen dieser Erweiterung errichtete der Bildhauer Valentin Weidner ein weiteres Kruzifix, das am 27. September 1890 eingeweiht wurde. Ebenfalls bei der Friedhofserweiterung von 1890 entstand das bereits 1885 geplante heutige Leichenhaus.
Der barockisierende Torbogen, der zum Friedhof mit einer Fläche von 10.000 m² führt, datiert vom Jahr 1909.
Eine zwischen den Jahren 1925 und 1929 geplante Erweiterung fand nicht statt, da am Sinnberg der Parkfriedhof entstand.
Vor allem im 19. Jahrhundert wurden die Grabanlagen mit steigendem Wohlstand der zu bestattenden Einwohner immer aufwändiger. Viele der Grabanlagen auf dem Kapellenfriedhof wurden vom Bad Kissinger Bildhauer Valentin Weidner geschaffen, so u. a. das Grabmal Huß, die Gruft der Familien Leo Schmitt und Hartmann, die Gruft der Familie Vogel sowie das Grab von Anton Straus. Von seinem Sohn Hans Weidner stammen die Familiengräber Pabst (1892), Albert (1910) und Haemmel (1911). Es ist möglich, dass von Vater und Sohn Weidner weitere Grabdenkmäler auf dem Kapellenfriedhof geschaffen wurden, sich durch Verwitterung und Überwucherung aber keine Signaturen mehr auffinden lassen.
Auf dem Kapellenfriedhof befindet sich eine im Jahr 1905 von Bildhauer Valentin Weidner geschaffene Mariensäule. Sie stand zuvor auf dem Marienplatz an der Bad Kissinger Herz-Jesu-Stadtpfarrkirche, kam dann zunächst in das Erholungsheim der Englischen Fräulein in Kirchehrenbach und schließlich im Jahr 1994 auf den Kapellenfriedhof.

### Gegenwart

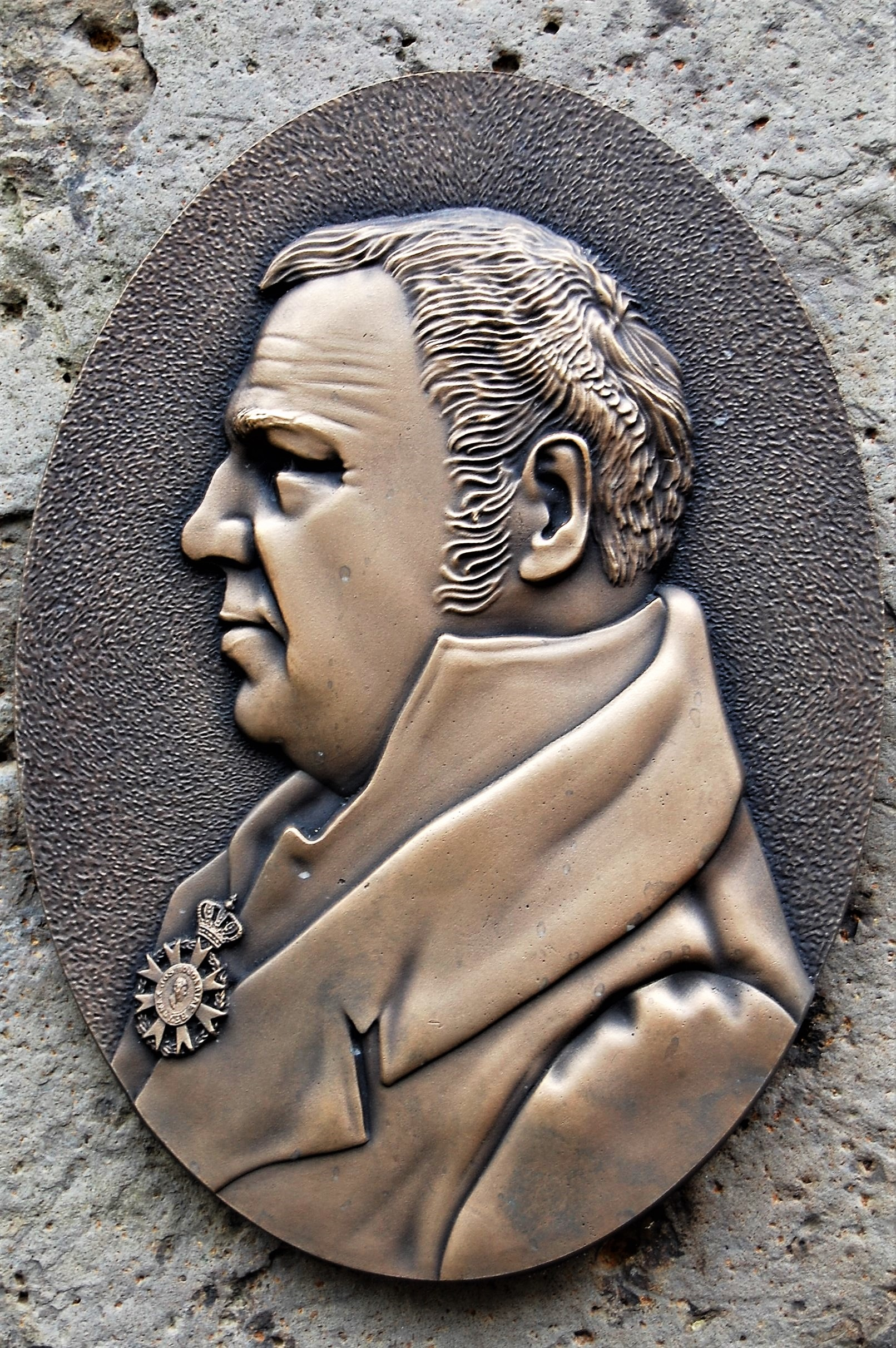
Matthias-von-Flurl-Denkmal (2017, Detail)

Im Jahr 1980 fand aus wasserschutzrechtlichen Gründen die letzte Bestattung auf dem Kapellenfriedhof statt. Seitdem wird er in gärtnerischer Hinsicht nur sehr behutsam gepflegt, was laut Stadtplanungsamt „den Prozess des Entstehens und Vergehens in den Jahrzehnten und im Altern und Absterben“ widerspiegeln soll. Im Jahr 2012 verkleinerte die Stadt Bad Kissingen den Gräberbestand auf dem Friedhof um 30 Gräber. Im Jahr 2014 hat Kreisheimatpfleger Werner Eberth eine Bürgerinitiative begründet, in deren Rahmen ehrenamtliche Bad Kissinger Bürger die Grabstellen auf dem Kapellenfriedhof pflegen.
Am 15. Juli 2017 wurde auf dem Friedhof ein Denkmal für Salinen-Inspektor Mathias von Flurl enthüllt. Dieser war am 27. Juli 1823 während eines Aufenthaltes an der Oberen Saline im heutigen Bad Kissinger Stadtteil Hausen an einem Schlaganfall verstorben und wurde auf dem Kapellenfriedhof bestattet.

## Grabstätten

### Kriegsgräber
Auf dem Kapellenfriedhof sind u. a. folgende Gefallene der Schlacht bestattet (Liste in alphabetischer Reihenfolge):
| Name                                                   | Rang | Grabstätte | Anmerkung |
| ------------------------------------------------------ | --- | ---------- | --- |
| August Becker                                          | Preußischer Musketier                                                                                   |            | Das für den Rang eines Musketiers ungewöhnliche Grabmal von August Becker (geb. 8. September 1841 in Dützen, gefallen 10. Juli 1866) befindet sich an der Nordmauer des Kapellenfriedhofs. Die Grabinschrift könnte auch so zu verstehen sein, dass neben August Becker 35 weitere Gefallene in dem Grab bestattet sind. Durch die Art des Grabs ist eine Bestattung von 36 Toten an dieser Stelle jedoch schwer vorstellbar. |
| Paul Brzosowski                                        | Leutnant, 6. Westfälisches Infanterie-Regiment Nr. 55                                                   |            | Leutnant Paul Brzosowski starb durch bayerische Kugeln. Im gleichen Grab sind auch Leutnant Carl von Rex aus der gleichen Einheit sowie Füsilier W. Schuermann III und Feldwebel Schmitt aus Aschersleben bestattet. |
| Heinrich Buchheit                                      | Bayerischer Soldat                                                                                      |            | Der inzwischen verschwundene Grabstein von Heinrich Buchheit befand sich noch lange in der Nachkriegszeit an der Nordmauer des Kapellenfriedhofs westlich des Grabs August Beckers. Fest steht, dass die Stadt Bad Kissingen den Grabstein entfernen ließ; Grund und Datum sind jedoch unklar. |
| Eugen Dewalt                                           | Einjährig-Freiwilliger                                                                                  |            | Bei Eugen Dewalt handelte es sich um einen Wehrpflichtigen mit der Obersekundareife, der seinen freiwilligen Wehrdienst als Präsenzdienst in einem Truppenteil seiner Wahl ableistete. |
| Franz Doyesez                                          | Kriegsdienstverweigerer                                                                                 |            | Der 1840 im schlesischen Trebnitz geborene Doyesez war geflohen, um nicht in der Armee dienen zu müssen. Er wurde während seiner Tätigkeit als Apotheker in der heutigen Boxberger-Apotheke in der Unteren Marktstraße 12 von einem Granatsplitter tödlich im Herz getroffen. |
| Michael Hergenröther                                   | Hausdiener im Hotel Russischer Hof (heute Kurhausstraße 9)                                              |            | Laut seiner Arbeitgeberin Mathilde Panizza (Mutter des Schriftstellers Oskar Panizza) kam Hergenröther bei dem Versuch, den bayerischen Soldaten behilflich zu sein, ums Leben. |
| Wilhelm Lüders                                         | Preußischer Hauptmann                                                                                   |            | Der während der Schlacht verwundete Wilhelm Lüders erlag am 9. August 1866 in Kissingen seinen Verletzungen. |
| Friederich Johann Ernst Freiherr Reitzenstein-Hartungs | Hauptmann im 12. Infanterie-Regiment „König Otto von Griechenland“                                      |            | Friederich Freiherr Reitzenstein-Hartungs (geb. 4. November 1823 oder 1825 in Kronach, gefallen am 10. Juli 1866) hatte durch einen Schuss eine zerschmetterte Schulter und durch einen weiteren Schuss eine Leberverletzung erlitten, die schließlich zum Tode führte. Er starb kurz, nachdem er nach Kissingen gebracht worden war. Seinem Wunsch entsprechend, erhielt er ein besonderes Grab; sein Grabdenkmal stammt von Bildhauer J. Lang aus Bayreuth. |
| Carl von Rex                                           | Leutnant, 6. Westfälisches Infanterie-Regiment Nr. 55                                                   |            | Leutnant Carl von Rex starb durch eine preußische Kanone. Im gleichen Grab sind auch Leutnant Paul Brzosowski aus der gleichen Einheit sowie Füsilier W. Schuermann III und Feldwebel Schmitt aus Aschensleben bestattet. |
| Carl Heinrich August Rohdewald                         | Major                                                                                                   |            | Major Rohdewald (geb. 1821 in Detmold; gefallen am 10. Juli 1866) ist der zweitranghöchste Offizier auf dem Kapellenfriedhof bestattete Gefallene. Er fiel im Gefecht um 18:30 Uhr auf der Passhöhe des Schlegelberges zwischen Winkels und Nüdlingen. Das sarkophagartige, mit einem Hoplitenhelm und einem Kurzschwert ausgestattete Grabmal wurde von seinen Berufskameraden errichtet und mit einer Inschrift versehen. Im April 2009 beauftragte die Bad Kissingerin Anneliese Kuhnt den Aschacher Bildhauer Ludwig Bauer, den kurz zuvor gestohlenen Hoplitenhelm zu ersetzen. Theodor Fontane geht in seinem Kriegsbericht ausführlich auf die Todesumstände von Major Rohdewald ein. Ferner findet das Grabmal Erwähnung in Fontanes Eine Frau in meinen Jahren. |
| Georg Schmidt                                          | Corporal im 6. Jäger-Bataillon                                                                          |            | |
| Ignaz Thoma                                            | Hauptmann II. Klasse                                                                                    |            | Hauptmann Ignaz Thoma (geb. 1820 in Kaufbeuren, gefallen am 10. Juli 1866) war als bayerischer Kampfkommandant für die Verteidigung des Kapellenfriedhofs vor den Preußen zuständig. Nach zwei Stunden musste er aufgeben und wurde auf dem Weg nach Winkels tödlich verwundet. |
| Colmar von Uthmann                                     | Premier-Lieutenant, Kompanie-Chef, 6.Compagnie II. Bataillon 2tes Posensches Infanterie-Regiment Nr. 19 |            | |
| Eduard Warnberg                                        | Bayerischer Offizier des königlich bayerischen II. Infanterieregiments „Kronprinz“                      |            | Der während der Schlacht verwundete Warnberg (geb. 1827 in Ansbach, gest. am 29. Juli 1866) verstarb im Alter von 39 Jahren im Lazarett Hotel Schlatter in der Maxstraße (zuletzt Berufsschule). Das Grabmal stammt aller Wahrscheinlichkeit von Bildhauer Michael Arnold, von dem ein ähnlich gestalteter Entwurf überliefert ist. |
| Anton Weichselberger                                   | Lieutenant im königlich bayerischen II. Infant. Regiment                                                |            | Im Vergleich zu den meisten anderen Gräbern ist die Grabinschrift dieses Grabes schon stark verwittert. |
| August von Zwehl                                       | Hauptmann                                                                                               |            | Wegen Verwitterung wurde die Grabplatte im Jahr 2016 durch die Stadt Bad Kissingen restauriert. |

### Historische Persönlichkeiten
Auf dem Kapellenfriedhof wurden u. a. folgende Persönlichkeiten bestattet (Namen in alphabetischer Reihenfolge):
| Name | Beschreibung | Grabstätte | Anmerkung |
| --- | --- | ---------- | --- |
| Augsburger Diakonissen | |            | Schwesterngrab |
| Franz Anton von Balling (1800–1875) | deutscher Balneologe, Badearzt und Unternehmer |            | Das von Bildhauer Valentin Weidner geschaffene Grabmal wurde von der lokalen Saale-Zeitung am 12. Juli 1881 als „hervorragende Zierde“ gewürdigt. Die Grabbüste von Dr. Balling wurde in den 1980er Jahren gestohlen. Die Büste sollte nach dem Vorbild der ebenfalls von Weidner geschaffenen Büste am Ballinghain rekonstruiert werden, was aber bisher (Stand: 2022) nicht erfolgt ist. Die verbliebene Büste zeigt Ballings Frau Anna. Das Grab wurde von der Stadt Bad Kissingen renoviert. |
| Familiengrab Bauer | |            | Das 1897 entstandene Grabmal ist von Bildhauer Valentin Weidner mit „VW“ signiert. Wie das Grab Collard ist es gänzlich aus Muschelkalk gemacht. |
| Gustav von Blome (1829–1906) | Deutschstämmiger Diplomat in österreichischen Diensten und Politiker |            | Das Grabmal entstand 1906 und ist von Bildhauer Valentin Weidner mit „VW“ signiert. Das Grabmal ist mit einem schwarzen Kreuz aus Marmor versehen und ähnelt hiermit dem Grabmal Kralert. Das Grabmal Blome ist jedoch höher. |
| Familiengrab Boxberger: Georg Anton Boxberger (1679–1765) Karl August Boxberger (1808–1880) Franz Seraph Boxberger (1842–1914)         | Kissinger Apothekerfamilie |            | |
| Familiengrab Braunwart | |            | Das schlichte Grab von 1905 befindet sich südlich der Marienkapelle und besteht aus hellem Kalkstein. Der einzige plastische Schmuck des Grabes ist der plastische Ton-Tondo „ecce homo“. Der Sockel ist mit „VW“ für Bildhauer Valentin Weidner signiert. |
| Familiengrab Georg Büdel | |            | Das Grabmal von 1894 besteht aus Sandstein und ist mit „V. W.“ für Bildhauer Valentin Weidner signiert. Das ursprünglich auf diesem Grab befindliche krönende Kreuz wurde auf das neue Grab im Parkfriedhof umgesetzt. |
| Familiengrab Collard | |            | Das mächtig gestaltete Familiengrab von 1885 besteht aus Muschelkalk und befindet sich an der südlichen Friedhofsmauer. Sein Aufbau entspricht am ehesten der Neugotik. Es fehlt die Abschlussspitze (möglicherweise eine Kreuzblume). Das Grab ist mit „V. Weidner“ für Bildhauer Valentin Weidner signiert. |
| Max von Coudenhove (1865–1928) | Österreichischer Jurist und Diplomat |            | |
| Carl von Dapper (1863–1937) | Deutscher Internist, Balneologe und Kurarzt |            | |
| Wendelin Dietz (1847–1918) | Brunnenarzt, Königlich Bayerischer Hofarzt, Oberstabsarzt der Königlich Bayerischen Landwehr                                                                                     |            | |
| Oskar von Diruf (1824–1912) | Deutscher Balneologe und Badearzt |            | Die Grabanlage wurde von Bildhauer Michael Arnold im Jahr 1858 gefertigt. Die Urheberschaft ist durch Arnolds ligierte Signatur, eine Fotoaufnahme im von Arnold angefertigten Album seiner Werke sowie durch die Familienüberlieferung der Familie Diruf belegt. Die Grabanlage wird durch die lebensgroße Statue des im Alter von 45 Jahren verstorbenen Dr. Gustav Diruf beherrscht. Dirufs Beruf als Arzt kommt durch die Äskulapschlange an der zum Denkmal gehörenden Säule zum Ausdruck. Die Grabtafel für die als Kind verstorbene Olga Diruf (1870–1875) ist als aufgeschlagene Buchseite gestaltet. |
| Elisabethinerinnen | |            | |
| Friedrich Daniel Erhard (1800–1879) | Deutscher Gerichtsmediziner, Bezirks- und Badearzt |            | |
| Erlöserschwestern | |            | |
| Valentino Del Fabbro (1866–1915) | Italienischer Handwerker („Terrazziere“) und Unternehmer in Bad Kissingen |            | |
| Familiengrab Fay | |            | Das Grab ist eines der ersten am Westeingang des Kapellenfriedhofs. Es besteht aus rotem Sandstein und ist mit „VW“ für den Bildhauer Valentin Weidner signiert. Der vermutlich in der Höhe gekürzte Grabstein wurde im Jahr 1942 wiederverwendet. |
| Mathias von Flurl (1756–1823) | Geologe, Salinen-Inspektor |            | Salineninspektor Matthias von Flurl, in den Jahren 1818 bis 1820 Kissinger Kurgast, starb am 27. Juli 1823 auf einer Inspektionsreise im heutigen Bad Kissinger Stadtteil Hausen und wurde noch am selben Tag bestattet. Sein Grab war mit einer gusseisernen Pyramide mit Inschrift versehen. Verwandte ließen es nach Beschädigungen im Deutschen Krieg von 1866 restaurieren. Es verschwand im Jahr 1883; von Flurls genauer Begräbnisplatz ist heute nicht mehr bekannt. |
| Donat Fuß | Stadtgemeindevorsteher von Bad Kissingen |            | Das Grabmal wurde von Bildhauer Michael Arnold geschaffen. Wie die lokale „Saale-Zeitung“ in ihrer Berichterstattung vom 2. Mai 1884 schreibt, stellte die inzwischen nicht mehr existente Grabanlage den Verstorbenen dar, »während die eine Hand eine geknickte Rosenknospe hält, mit der anderen nach der himmlischen Heimat weist«. Im von Arnold angelegten Album seiner Werke befindet sich jedoch ein Entwurf mit der Beschreibung »Denkmal der jungen Frau Julie Röther auf dem Kirchhofe zu Kissingen«. Stadt- und Kreisheimatpfleger Werner Eberth zufolge sah das Grabmal von Donat Fuß entweder anders aus als in der „Saale-Zeitung“ beschrieben oder Arnold hat den Entwurf bei der Grabanlage von Julie Röther erneut verwendet. |
| Familiengrab Gayde: Karl Ludwig Gayde (1844–1928) Karl Gayde (1882–1948)                                                               | Maler |            | Das Grabmal wurde 1900 erbaut und ist von Bildhauer Valentin Weidner mit „VW“ signiert. Das Grab ist eher niedrig gehalten, besteht aus Muschelkalk und ist mit zwei Ecklaternen ausgestattet. Es wird von einer ägyptisch anmutenden Stele mit schwarzen Marmortafeln überragt. |
| Familiengrab Geyer | |            | Das mächtig gehaltene Grab von 1876 befindet sich an der Nordmauer und ist mit „V. Weidner“ für Bildhauer Valentin Weidner signiert. Es besteht aus grünem Sandstein und ist im antikisierenden Stil gestaltet. Es wird durch einen sitzenden Engel gekrönt. Dessen linker Flügel fehlt; angeblich wurde dieser durch einen abstürzenden Ast abgeschlagen. |
| August Gleissner (1860–1927) | Baumeister, Architekt |            | |
| Josef Gleissner (1869–1938) | Badearzt, Sanitätsrat |            | |
| Sebastian Goldwitz (1752–1824) | Doktor der Philosophie und Arzneiwissenschaften, Stadt- und Distrikts-Physikus                                                                                                   |            | Epitaph an der Außenwand der Marienkapelle |
| Friedrich Wilhelm Grell (1866–1941) | Lehrer, Komponist |            | |
| Otto von Gustedt (1839–1905) | Preußischer Offizier und Flügeladjutant des preußischen Kronprinzen Friedrich Wilhelm                                                                                            |            | |
| Familiengrab Haas | |            | Das Grab von 1903 befindet sich an der südlichen Friedhofsmauer und ist mit „VW“ für Bildhauer Valentin Weidner signiert. Es besteht aus einer gebrochenen Marmorsäule, an der sich eine Efeuranke hochwindet. |
| Max Hagen (1859–1914) | Maler |            | |
| Adam Hailmann | Hotelier |            | Das an der Ostmauer des Kapellenfriedhofs befindliche Grabmal wurde von Bildhauer Michael Arnold im Jahr 1858 in Form einer neugotischen Kapelle gestaltet. Arnold selbst beschreibt es im von ihm angelegten Album seiner Werke als »Im Sinn einer Kapelle mit Altar – 12' hoch«. Da die Grabanlage aus Sandstein besteht, ist es dementsprechend verwittert; ein abgebrochener Steinbrocken trägt die Signatur „M. Arnold“. Die Gruftkapelle wurde ebenfalls von der Familie Fleischmann, die mit der Familie Hailmann verwandt war, genutzt. |
| August Hailmann | |            | In dem von Bildhauer Michael Arnold angelegten Album seiner Werke befindet sich auch eine Fotografie der am Südtor des Kapellenfriedhofs befindlichen Grabanlage Hailmann/Hemmerich. Laut Signatur stammt es jedoch von Bildhauer Ferdinand Hümmler aus dem nahe gelegenen Nüdlingen. Das Grabmal entstand möglicherweise in Arnolds Todesjahr 1877. Es ist möglich, dass Arnolds Entwurf für die Grabanlage wegen Arbeitsüberlastung Arnolds oder dessen Tod im Jahr 1877 schließlich von Ferdinand Hümmler ausgeführt wurde. Die zum Grabmal gehörende, 5 Fuß hohe Madonnenfigur ist verschollen. Der Plan der Stadt Bad Kissingen, das stark verfallene Grabmal abzutragen, wurde nach dem Widerspruch von Stadt- und Kreisheimatpfleger Werner Eberth nicht ausgeführt; stattdessen wurde das Grabmal konservatorisch behandelt. Eberths Vorschlag, die verschollene Madonnenfigur zu rekonstruieren, wurde jedoch aus Unkenntnis des Aussehens der Figur nicht umgesetzt (die Fotografie in Arnolds Album war zum Zeitpunkt des Vorschlags noch nicht bekannt). |
| Philipp Hailmann (1832–1903) | Buch- und Kunsthändler |            | Das Grabmal wurde 1903 erbaut ist von Valentin Weidner signiert. Es befindet sich an der südlichen Friedhofsmauer. Die Mittelnische ist in schwarzem und weißen Marmor gehalten und zeigt eine fast lebensgroße, trauernde Frauengestalt in antiker Manier. |
| Karl Halder (1877–1912) | Musiklehrer, Tonkünstler und Kurhausbesitzer |            | |
| Familiengrab Halk Hans Weidner (1875–1953) Käthe Weidner Oskar Weidner                                                                 | |            | Das Grabmal mit einer trauernden Frau befindet sich südlich der Marienkapelle. Bildhauer Valentin Weidner schuf es für die Schwiegereltern seines Sohnes Hans Weidner. Neben Hans Weidner fanden hier auch seine Frau Käthe und sein Sohn Oskar hier ihre letzte Ruhe. |
| Familiengrab Häring | |            | Die Familiengruft der Familie Häring war ursprünglich für den Kaufmann Wilhelm Hironimus bestimmt, der im Jahr 1856 bei Bildhauer Michael Arnold ein »Denkmal des Kaufmanns Hironimus aus Barmen mit seiner Büste im Kirchhof zu Kissingen, Büste lebensgroß« sowie die Gruft Nr. 25 bestellte. Eine Bestattung des Kaufmanns in Kissingen ist jedoch nicht belegt, was vermuten lässt, dass er seine Entscheidung änderte und die Gruft an die Familie Häring verkaufte. Die Familie Häring stellte die für Hironimus gefertigte Büste links neben die Gruft auf die Friedhofsmauer zwischen die Grabanlagen Häring und Balling. Die Büste von Wilhelm Hironimus ist noch für den Februar 1984 durch einen Bericht der lokalen „Saale-Zeitung“ vom 9. Februar 1984 nachgewiesen und wurde wenig später gestohlen. Kurz zuvor im gleichen Jahr war Stadt- und Kreisheimatpfleger Werner Eberth mit seinem Antrag, die Büste zu bergen, gescheitert. |
| Eduard Hemmerich (1797–1853) | |            | |
| Familiengrab Hendel | |            | Das Grabmal entstand 1903 und ist von Bildhauer Valentin Weidner mit „V.W.“ signiert. Es befindet sich an der südlichen Friedhofsmauer. An dem an sich schlichten Grabmal fallen die zwei Reliefs in weißem Marmor auf. Das rechte Relief zeigt den Auferstandenen. Das linke Relief zeigt einen gegen die Sonne pflügenden Bauern und ist mit dem Spruch „Ich muss wirken, solange es Tag ist, es kommt die Nacht, da niemand wirken kann!“ versehen. |
| Johanna Hesse (1880–1958) | Deutsche Opern- und Konzertsängerin |            | |
| Adam Joseph Maria Valentin Donat Heußlein von Eußenheim (1755–1830)                                                                    | Domkapitular am Dom St. Kilian in Würzburg |            | |
| Balthasar Heußlein von Eußenheim (1525–1603)                                                                                           | Erster seines Geschlechts in Kissingen |            | Epitaph im Chor der Marienkapelle |
| Familiengrab Heußlein von Eußenheim: Carl Leo Heußlein von Eußenheim (1838–1870) Christian Freiherr Lochner von Hüttenbach (1833–1916) | Alteingesessene Adelsfamilie, Erbauer und Besitzer des Heußleinsches Schlosses (heute Neues Rathaus)                                                                             |            | Im Jahr 1870 bestellte Freiherr Christoph Heußlein von Eußenheim bei Bildhauer Michael Arnold die an der Nordmauer des Friedhofs befindliche Familiengrabanlage. Im gleichen Jahr starben er im Alter von 62 Jahren sowie auch sein Sohn Carl Leo Heußlein von Eußenheim, der im Krieg von 1870 fiel. Damit starb das Adelsgeschlecht Heußlein von Eußenheim aus, doch erlaubte König Ludwig II. dem Schwager Freiherrn Christian Lochner von Hüttenbach, sich Lochner von Hüttenbach, „genannt Heußlein von Eußenheim“ zu nennen. Die Familiengruft war mit einem lebensgroßen Ritter in Harnisch ausgestattet. Später wurde die Grabanlage sowie das daneben liegende, von Bildhauer Valentin Weidner geschaffene Grabmal der Familie Luxburg von einer morschen, auf die Nordmauer gestürzten Pappel zerstört. Lange Zeit war der Familie Lochner unbekannt, dass die Grabanlage von Michael Arnold geschaffen wurde, doch ist seine Urheberschaft durch zwei entsprechende Fotos im von ihm angelegten Album seiner Werke belegt.                                |
| Baptist Hoffmann (1863–1937) | Deutscher Opernsänger |            | |
| Grabmal Huß | |            | Das Grabmal entstand 1902 und befindet sich in der Nähe des Chores der Marienkapelle. Das als großes Lesepult geformte Grab ist aus imitierten Versteinerungen aufgemauert und rechts mit „V. Weidner“ signiert. |
| Familiengrab Ihl: Ernst Ihl (1842–1899) Johann Baptist Ihl (1807–1865)                                                                 | Apotheker |            | Das Grab entstand 1865 und ist von Bildhauer Valentin Weidner mit „V. W.“ signiert. Das Grab befindet sich am Chor der Marienkapelle und entspricht mit dem schwarzen Marmorsockel und dem krönenden weißen Marmorkreuz dem Aufbau des Familiengrabs Ringler. |
| Institut der Englischen Fräulein | |            | |
| Georg Joseph Jaeger (1768–1824) | Pfarrer |            | Epitaph an der Außenwand der Marienkapelle |
| Familiengrab Kellermann | |            | Das Grabmal entstand 1914 und ist von Bildhauer Valentin Weidner mit „V. Weidner modelirt 1914“ signiert. Es ist mit einem Bronzerelief des Auferstandenen ausgestattet. |
| Familiengrab Kess | |            | Das schlicht gehaltene Grab entstand im Jahr 1908. Am Grab fällt das Relief von Georg, dem Drachentöter auf. Unter dem Relief findet sich der Spruch: „Die Gerechten werden sich freuen im Herren – Gott hat sie zu seinem Erbe erwählt“. |
| Cyrill Kistler (1848–1907) | Deutscher Komponist, Musiktheoretiker, Musikpädagoge und Verleger |            | Das Grabmal wurde 1907 von Bildhauer Valentin Weidner geschaffen und vom Künstler mit „VW“ signiert. Es besteht aus einer Stele auf Tuffsteinsockel und einem Cyrill Kistler darstellenden Profilrelief. |
| Anton Tiberius Kliegl (1872–1927) | Spengler, Fabrikant |            | |
| Familiengrab Knies-Baudrexel | |            | Das Grab besteh aus gelbem Sandstein und ist mit „V.W.“ signiert. Die linke Schrifttafel wurde entfernt. Auf der rechten Schrifttafel befindet sich der Name Julian Knies, einem der ersten Gefallenen des Ersten Weltkrieges (20. August 1914). |
| Ernst Kraft (1861–1945) | Apotheker, Herzoglich Sächsischer Hoflieferant, Auslandspraxis in der Schweiz, Frankreich und Russland                                                                           |            | |
| Familiengrab Kralert | |            | Das schlichte Grab entspricht in seiner Ausführung dem Familiengrab Münch, besteht im Unterschied zum Familiengrab Münch jedoch aus schwarzem Marmor. |
| Carl Krampf (1863–1910) | Deutscher Baumeister, Bruder von Franz Krampf |            | |
| Franz Krampf (1875–1945) | Deutscher Baumeister, Bruder von Carl Krampf |            | |
| Johann Sebastian Krampf (1751–1817) | Rektor der Lateinschule in Kissingen |            | Epitaph an der Außenwand der Marienkapelle |
| Familiengrab Krosse Ernst Richard Krosse                                                                                               | |            | Das Grabmal entstand 1905 und ist von Bildhauer Valentin Weidner signiert („V. Weidner fec. 16.VII. 1905“). Das mächtige Grabdenkmal ist nicht in einem historisierenden Stil ausgeführt. Es zeigt ein Bronzerelief von Ernst Richard Krosse. |
| Familiengrab Lautner-Rosenberger | |            | Das Grabmal von 1908 ist gänzlich aus Muschelkalk gefertigt und mit „V.W.“ für Bildhauer Valentin Weidner signiert. Mit seiner Christusbüste sticht es unter den Gräbern des Kapellenfriedhofs hervor. Stadt- und Kreisheimatpfleger Werner Eberth zufolge kann man dieses Grabmal als Weidners modernstes bezeichnen. |
| José de Legorburu y Domínguez-Matamoros (1882–1935)                                                                                    | Spanischer Major, Schriftsteller, Dichter und Flugpionier |            | |
| Familiengrab Leuchs und Messerschmitt                                                                                                  | |            | Das 1893 entstandene Grabmal besteht aus gelbem Sandstein und ist in Elementen der Romantik gestaltet. In der Mittelnische zeigt es das aus weißen Marmor bestehende Porträtmedaillon des Kunstmühlenbesitzers Josef Linus Leuchs. Es ist mit „VW“ signiert. |
| Otto Levin (1849–1906) | Buchhändler, Buchdrucker, Buchbinder, Fotograf |            | |
| Gerhard Linhard (1805–1880) | Gerichts- und Wundarzt, Bürgermeister |            | Das Grabmal aus grünem Sandstein befindet sich an der nördlichen Friedhofsmauer. Auf einem Grundsockel erheben sich zwei Schrifttafeln, dazwischen eine zurückgesetzte Mitteltafel, darin eingelassen eine Marmorschrifttafel, darauf ein Ornamentkapitell, welches eine Marienfigur trägt. Den Abschluss bildet ein großer Ornamentaufsatz in ganzer Breite. Davor befindet sich die gemauerte Gruft, abgedeckt mit grau-schwarz gesprenkelten Platten. |
| Andreas Lohrey (1843–1924) | Deutscher Baumeister |            | |
| Familiengrab Luxburg Caroline Gräfin von Luxburg, verheiratete Cetto (1820–1881) Friedrich von Luxburg (1829–1905)                     | Erste Hofdame der Kronprinzessin Marie von Preußen (Caroline Gräfin von Luxburg) Königlich bayerischer Kämmerer und Regierungspräsident von Unterfranken (Friedrich von Luxburg) |            | Das Grabmal entstand 1905 und wurde von Valentin Weidner mit „V.W.“ signiert. Es befindet sich an der nördlichen Friedhofsmauer und besteht aus grünem Sandstein. Während des Zweiten Weltkrieges oder kurz danach wurde dieses Grabmal sowie das benachbarte, von Bildhauer Michael Arnold geschaffene Familiengrab der Adelsfamilie Heußlein von Eußenheim von einer morschen, hinter der Nordmauer befindlichen Pappel zerstört. Offensichtlich wurde Familiengrab derer von Luxburg in der Nachkriegszeit vereinfacht. |
| Johann Adam Maas (1784–1852) | Königlich bayerischer Distriktsphysikus (Amtsarzt) in Bad Kissingen und Mitbegründer des Bad Kissinger Theresienspitals                                                          |            | |
| Fritz Memmel (1884–1949) | Konditor |            | |
| Matthäus Memmel (1857–1934) | |            | |
| Johann Baptist Messerschmidt (1836–1918)                                                                                               | Konditor, Restaurant- und Kurhausbesitzer |            | |
| MSC (Missionare vom heiligsten Herzen Jesu)                                                                                            | |            | |
| Müller | |            | Der Grabstein ist seitlich mit „V.W.“ signiert. Wie im Fall des Familiengrabs Fay handelt es sich auch hier um die Wiederverwendung eines älteren Grabsteins. Der Grabstein des Grabes Müller wurde im Jahr 1941 wiederverwendet. |
| Familiengrab Münch | |            | Das im Jahr 1906 erbaute Grab besteht aus weißem Kalkstein und ist mit „VW“ für Bildhauer Valentin Weidner signiert. Die schlichte Ausführung des Grabes ist durch die finanziellen Verhältnisse der Auftraggeber zu erklären. |
| Familiengrab Nann und Voll | |            | Das Grab befindet sich an der nördlichen Friedhofsmauer und ist von Bildhauer Valentin Weidner signiert. Es scheint in der Nachkriegszeit vereinfacht worden zu sein. Es wird beherrscht von der Galvanoplastik eines Siegesengels. |
| Max Neubert (1863–1948) | Deutscher Unternehmer und Erfinder |            | |
| Familiengrab Neugebauer und Schubert                                                                                                   | |            | Das Grab entstand möglicherweise im Jahr 1875. Es befindet sich an der südlichen Friedhofsmauer und mit „V.W.“ für Bildhauer Valentin Weidner signiert. Die mächtig gehaltene Grabanlage wird dominiert von einer Darstellung des Auferstandenen. Stilistisch entspricht sie am ehesten der Neorenaissance. Möglicherweise fehlen oben und seitlich bereits Teile. |
| Familiengrab Niess | |            | Das Grabmal entstand im Jahr 1905 und wurde von Bildhauer Valentin Weidner mit „V. Weidner fec.“ signiert. Es gehört zu den großen von Weidner geschaffenen Grabmälern ist vergleichbar mit dem Familiengrab Hailmann. Das Grabmal zeigt ein aus weißem Marmor bestehendes Relief mit einer Frau vor einer nur einen Spalt breit geöffneten Tür. Das Familiengrab wurde später von Familie Dickas weitergenutzt. |
| Familiengrab Johann Pfister | |            | Das Grabmal entstand im Jahr 1884 beherbergt einen Sockel aus schwarzem Granit und aus einem weißen Kalksteinkreuz mit Palmwedel. Es ist mit „VW“ für Bildhauer Valentin Weidner signiert. |
| Jacques Pilartz (1836–1910) | Deutscher Fotograf und Hoffotograf mehrerer deutscher Herrscher |            | |
| Familiengrab Ringler | |            | Die Grabanlage stammt von Bildhauer Valentin Weidner, der hier mit dem schwarzen Marmorsockel und dem weißen Marmorkreuz Elemente der ebenfalls von ihm geschaffenen Grabanlagen Münch und Kralert kombiniert hat. Es ist jedoch unklar, ob der auf dem Grab kniende, betende Engel ebenfalls von Weidner stammt. |
| Emmanuel Edler von Rössler (1859–1921)                                                                                                 | Privatier |            | |
| Friedrich Roth (1847–1927) | Stadtpfarrer in Bad Kissingen, Bischöflicher Geistlicher Rat, Päpstlicher Geheimkämmerer (Prälat)                                                                                |            | |
| Christian Sandrock (1862–1924) | Maler und Schriftsteller |            | |
| Tobias August Schachenmayer (1825–1912)                                                                                                | Buchhändler, Redakteur, Begründer der Kissinger Saale-Zeitung |            | |
| Familiengrab Scheuring | |            | Der Sockel besteht aus weißem Marmor und stammt von Bildhauer Valentin Weidner. Der Sockel trägt eine Galvanoplastik, die jedoch nicht von Weidner stammt. |
| Johann Christoph von Schletten (??–1593)                                                                                               | Schultheiß von Hammelburg |            | Epitaph im Chor der Marienkapelle |
| Familiengrab Schmidt Adolf Schmidt (1873–1929) Karl Schmidt (1834–1909)                                                                | Wagenbauer, Autohändler |            | |
| Familiengrab Schmidt | |            | Die Grabanlage entstand im Jahr 1908 und ist mit „VW“ für Bildhauer Valentin Weidner signiert. Sie ist sehr schlicht gehalten und beherbergt unter einem Kupferdach eine Kreuzigungsszene im Stil von Tilman Riemenschneider. |
| Familiengrab Schmidt Albert Schmidt (1876–1932) Balduin Schmidt (1842–1917)                                                            | Hotelbesitzer |            | Das Grabmal an der südlichen Friedhofsmauer entstand 1917 und ist von Valentin Weidner mit „V.W.“ signiert. Es besteht aus grünem Sandstein und ist im klassizistischen Stil gehalten. |
| Familiengruft Leo Schmitt und Hartmann                                                                                                 | |            | Die Familiengruft von 1892 befindet sich an der Nordmauer von Abteilung B und ist mit „VW“ für Bildhauer Valentin Weidner signiert. |
| Schmück | |            | Das Grab entstand im Jahr 1911 und beherbergt einen schwarzen Marmorsockel und ein weißes Kreuz aus Kalkstein mit einer Taube mit Blumenranken. Es ist mit „VW“ für Bildhauer Valentin Weidner signiert. |
| Familiengrab Schöller Michael Stöger (1849–1909)                                                                                       | Pensionsbesitzer |            | Die Urheberschaft des Bildhauers Michael Arnold ist durch das von ihm angelegte Album seiner Werke belegt. Die Entstehungszeit der Grabanlage lässt sich auf Grund der starken Verwitterung der Grabinschriften nur vermuten; möglich ist aber das Jahr 1873. In dem Familiengrab ist auch Schwiegersohn Michael Stöger (1849–1909; kgl. Realschullehrer und Lokalhistoriker) bestattet. Die zur Grabanlage gehörende lebensgroße Engelsfigur stürzte im Jahr 1994 um und wurde auf Betreiben von Stadt- und Kreisheimatpfleger Werner Eberth wieder aufgestellt. |
| Lina Schonder, geb. Grell (1904–1973)                                                                                                  | Hauswirtschafterin, Heimatdichterin |            | |
| Andreas Arthur Singer (1833–1910) | Kgl. Bayerischer Oberhofgärtner |            | |
| Wolfgang Singer (1865–1942) | Gartendirektor |            | |
| Familiengrab Sotier: Alfred Sotier (1833–1902) Paul Sotier (1876–1950)                                                                 | Ärzte |            | |
| Josef Steinbach (1815–1890) | Schlosser, Büchsenmachermeister, Gastwirt, Hotelier |            | Das Grabmal entstand 1890 und ist von Bildhauer Valentin Weidner signiert („V. W.“). Es befindet sich an der Ostmauer des Friedhofs. Mittelpunkt des Grabmals bildet die Porträtbüste des Hoteliers Josef Steinbach (mit „V. Weidner, fec.“ signiert). |
| Familiengrab Stocker und Herramhof | |            | Das Grab entstand im Jahr 1868 und ist mit „VW“ signiert. Es hat mit dem Grab Steinbach den roten Sandstein als Material sowie die Gestaltung im antikisierenden Stil gemeinsam. |
| Hugo Stöhr (1830–1901) | Deutscher Frauen- und Badearzt |            | |
| Karl Streit (1833–1902) | Königlich bayerischer Regierungsrevisor, Salinenverwalter und Kunstsammler |            | |
| Josef Stürmer (1904–1961) | Stadtpfarrer in Bad Kissingen, Dekan, Geistlicher Rat |            | |
| Familiengrab Suckfüll | |            | Das Grab von 1895 befindet sich an der südlichen Friedhofsmauer und ist mit „VW“ signiert. Am vergleichsweise schlicht gehaltenen Grab fällt die Figur der trauernden Frau an der linken Seite des Grabes auf. Der Faltenwurf von deren Gewand zeigt die handwerkliche Meisterschaft des Künstlers, bei dem es sich trotz der Signatur auch um Valentin Weidners Sohn Hans Weidner handeln könnte, der eine Zeitlang die Signatur seines Vaters verwendete. Die trauernde Frauengestalt wurde in den 1990er Jahren renoviert. |
| Familiengruft Vogel | |            | Die Familiengruft entstand möglicherweise 1902 und befindet sich an der Ostmauer. Sie ist mit „VW“ für Bildhauer Valentin Weidner signiert. |
| Kaspar Wahler (1830–1902) | Ökonom (Gutshof mit Schnapsbrennerei in Euerdorf) |            | |
| Kaspar Wahler (1866–1936) | Brauereibesitzer |            | |
| Familiengrab Weidner Valentin Weidner (1848–1919) Anna Mathilde Reuß (1861–1923) Barbara Maria Weidner Johann Fridolin Hofmann         | Deutscher Bildhauer, Vater von Hans Weidner |            | Das von Valentin Weidner für sich selbst geschaffene Grabmal befindet sich östlich des Chores der Marienkapelle. Die beiden Stelen zeigen (links vom Mittelkreuz) die Grablegung Christi und (rechts vom Kreuz) den Auferstandenen In dem Grab sind neben Weidner seine zweite Ehefrau Anna Weidner, seine dritte Tochter aus zweiter Ehe Barbara Maria (genannt Betty) sowie Johann Fridolin Hofmann, der Ehemann von Weidners vierter Tochter Maria Rosa, bestattet. |
| Familiengrab Weinberger | |            | Das wohl 1900 entstandene Grabmal besteht aus Kalkstein und ist mit „VW“ signiert. |
| Familiengrab Welsch: Heinrich Carl Welsch (1808–1882) Hermann Welsch (1842–1892)                                                       | Königlich bayerische Badeärzte |            | Das Grabmal wurde im Jahr 1882 von Bildhauer Valentin Weidner gefertigt. Die Marmorbüste von Dr. Carl Welsch überragte ursprünglich die südliche Friedhofsmauer und wurde nachträglich tiefer gesetzt. Wie es heißt, haben sich nächtliche Passanten vor der schimmernden, die Friedhofsmauer überblickenden Marmorbüste gefürchtet. Das Material des Sockels passt nicht zum restlichen Grab. Die Büste ist am Schulteransatz mit „V. Weidner fec.“ signiert. |
| Barbara Elisabetha Wieber (1801–1822)                                                                                                  | |            | Epitaph an der Außenwand der Marienkapelle |
| Johannes Wiesinger (1821–1886) | Theologe, Orts- und Badeprediger, von 1870 bis 1882 in Kissingen tätig |            | |
| Hermann Zoll (1842–1893) | Konditor, Feinbäcker |            | |
| Kaspar Zoll (1808–1861) | Schmiedemeister, Mehlhändler, Gartenwirt, Stadtkirchner |            | |

## Zum Kapellenfriedhof gehörende Anlagen

### Marienkapelle
Möglicherweise entstand die Marienkapelle bereits im Jahr 1286, doch ist unsicher, ob sich die urkundliche Erwähnung auf die Marienkapelle oder die Jakobuskirche bezieht. Die erste sichere Erwähnung der Kapelle stammt vom Jahr 1348. Im Jahr 1727 erbaute Balthasar Neumann die Marienkapelle neu; ein Blitzschlag vom 7. Mai 1790 machte umfangreiche Reparaturarbeiten notwendig. Die bisher letzte Renovierung des Kirchengebäudes fand 1975 statt.

### Liebfrauensee
Vor dem aus Marienkapelle und Kapellenfriedhof bestehenden Komplex befindet sich der 1.076 m² große Liebfrauensee. Sein Name stammt der Sage nach von einer Marienerscheinung, die einen jungen Mann, der sich aus Liebeskummer in den See stürzen wollte, von seinem Vorhaben abgebracht haben soll.

### Zum Kapellenfriedhof gehörende Bau- und Flurdenkmäler

#### Leichenhalle

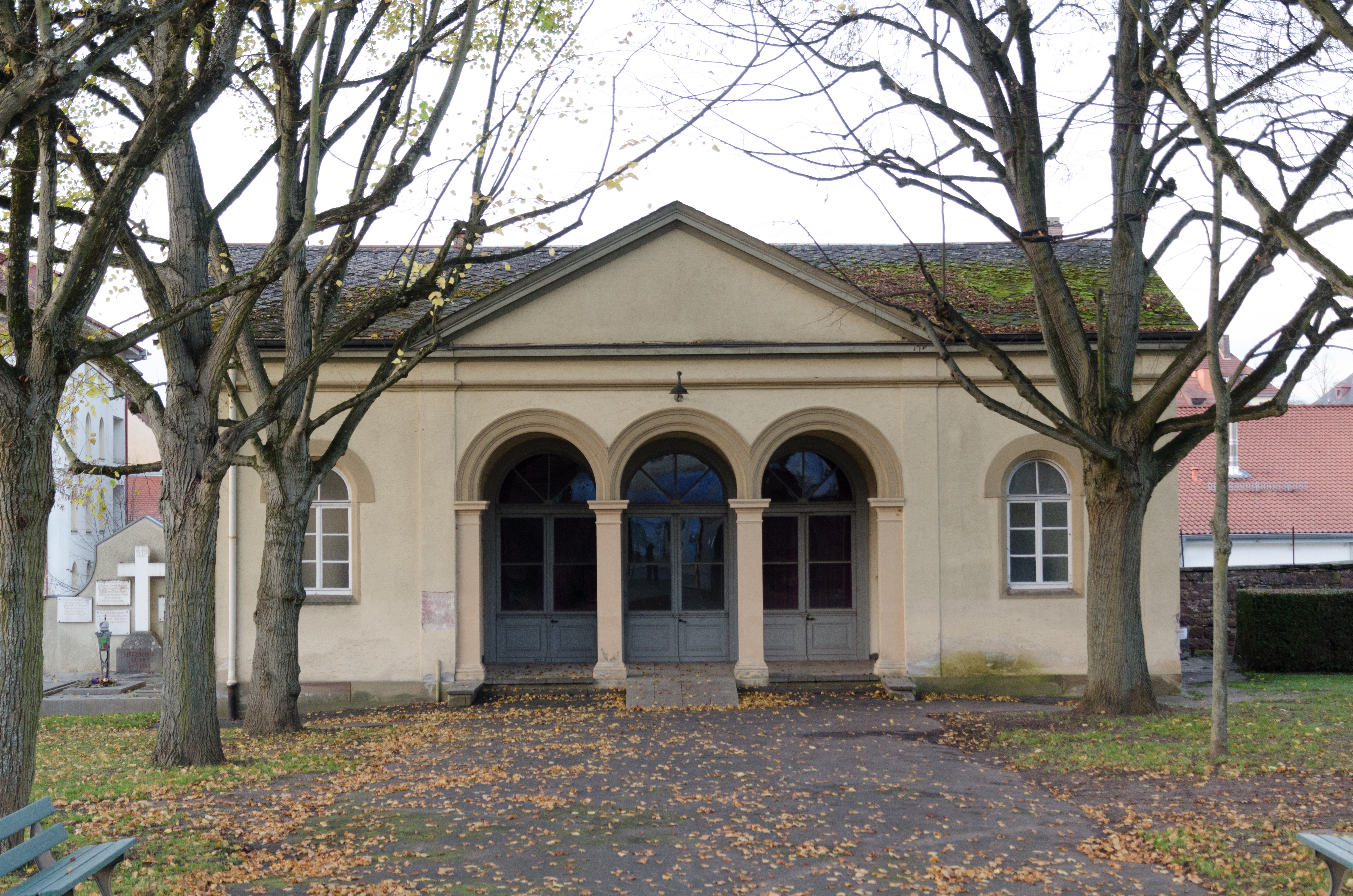
Leichenhalle (1890)

Ebenfalls bei der Friedhofserweiterung von 1890 entstand das bereits 1885 geplante heutige Leichenhaus. Es gehört zu den Bad Kissinger Baudenkmälern und ist unter der Nummer D-6-72-114-26 in der Bayerischen Denkmalliste registriert. Der eingeschossige Satteldachbau wurde von Architekt Jakob Hergenröder im Rundbogenstil errichtet. Es ist am Eingangsbereich mit einem mittigen Dreiecksgiebel über einer dreifachen Arkatur gestaltet.

#### Friedhofskreuz (18. Jh.)

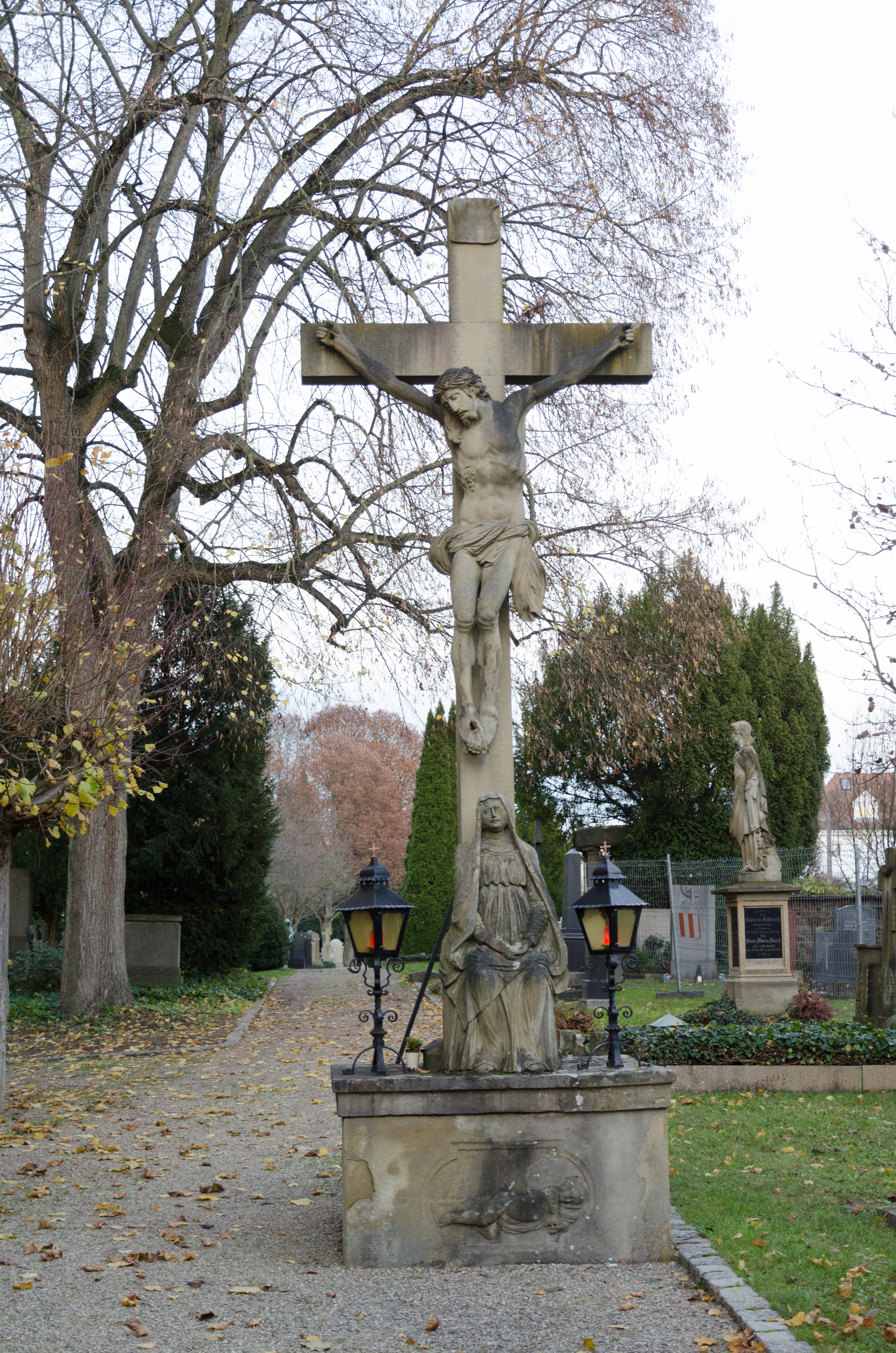
Friedhofskreuz (18. Jh.)

Das Kruzifix neben der Marienkapelle aus Sandstein entstand im 18. Jahrhundert. Es gehört zu den Bad Kissinger Baudenkmälern und ist unter der Nummer D-6-72-114-26 in der Bayerischen Denkmalliste registriert.
Es steht auf einem breiten Tischsockel mit einer Reliefdarstellung des schlafenden Christuskindes. In der Brust einer ebenfalls aus Sandstein bestehenden Marienfigur vor dem Kruzifix befindet sich ein Loch mit Resten von Blei. Eine Legende besagt, das Loch sei während des Deutschen Krieges von 1866 entstanden, als ein preußischer Soldat vom Westeingang des Friedhofs aus auf einen auf dem Kruzifixsockel stehenden bayerischen Soldaten schoss. Nach einer Variante der Legende soll der preußische Soldat gezielt auf die Marienfigur geschossen haben. Das Loch mit den Resten von Lötblei stammt, wie Kreisheimatpfleger Werner Eberth ausführt, wohl eher von einem ehemals an der Marienfigur befestigten, zur Mater-Dolorosa-Darstellung gehörenden Schwert oder Dolch; das Schwert (oder der Dolch) fiel irgendwann einem Diebstahl zum Opfer.

#### Gedenksäule

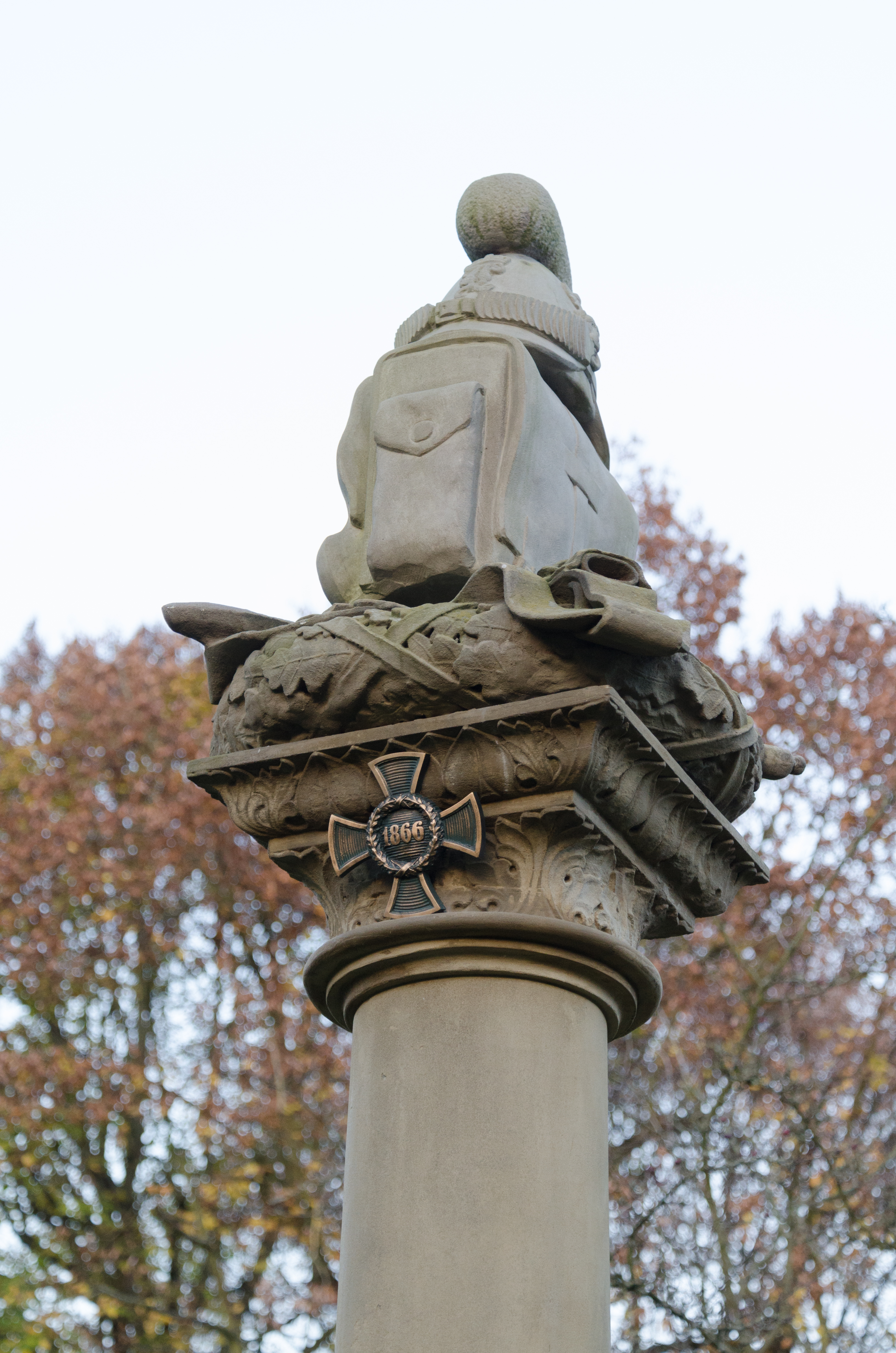
Gedenksäule (Nahaufnahme)

Zwischen den Kriegsgräbern befindet sich auf dem Friedhof auch eine Gedenksäule mit bayerischem Raupenhelm auf einem Lorbeerkranz mit Schwert für die Gefallenen des Deutschen Krieges. Unter den im Bad Kissinger Stadtarchiv erhaltenen Entwürfen des Bildhauers Michael Arnold befindet sich auch ein Entwurf für die Gedenksäule. Allem Anschein nach wurde die Gedenksäule auch nach Arnolds Entwurf ausgeführt.

#### Friedhofskreuz (1890)

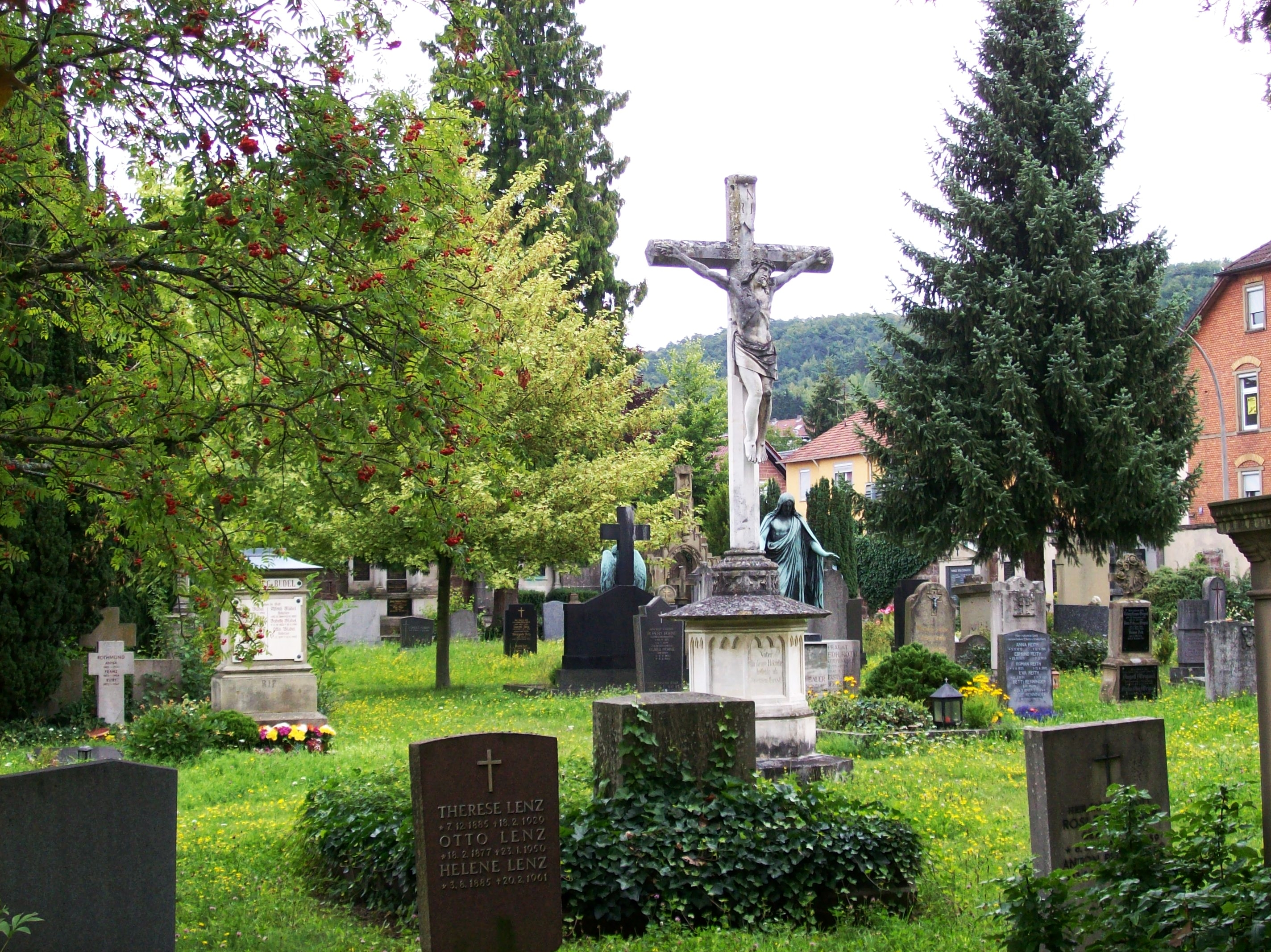
Kruzifix (1890)

Im Rahmen der Friedhofserweiterung von 1895 errichtete der Bildhauer Valentin Weidner ein weiteres Friedhofskreuz, das am 27. September 1890 eingeweiht wurde. Es gehört zu den Bad Kissinger Baudenkmälern und ist unter der Nummer D-6-72-114-26 in der Bayerischen Denkmalliste registriert.
Wie die örtliche „Saale-Zeitung“ am 30. September 1890 berichtete, sei „Die Gestalt des Christus […] von ergreifender Wirkung“; das sechs Meter hohe, aus Abensberger Kalkstein bestehende Kruzifix „gereicht Herrn Weidner sehr zur Ehre.“ Das neugotische Kruzifix steht auf einem achteckigen Postament mit Lisenen- und Maßwerkornament. Eine Besonderheit ist, dass auch der Kreuzesstamm achteckig ist. Die an der unteren Stufe des Friedhofskreuzes befindliche Signatur ist durch Auffüllung des Geländes im Rahmen einer Renovierung in den 1980er Jahren stark verwittert.

#### Mariensäule

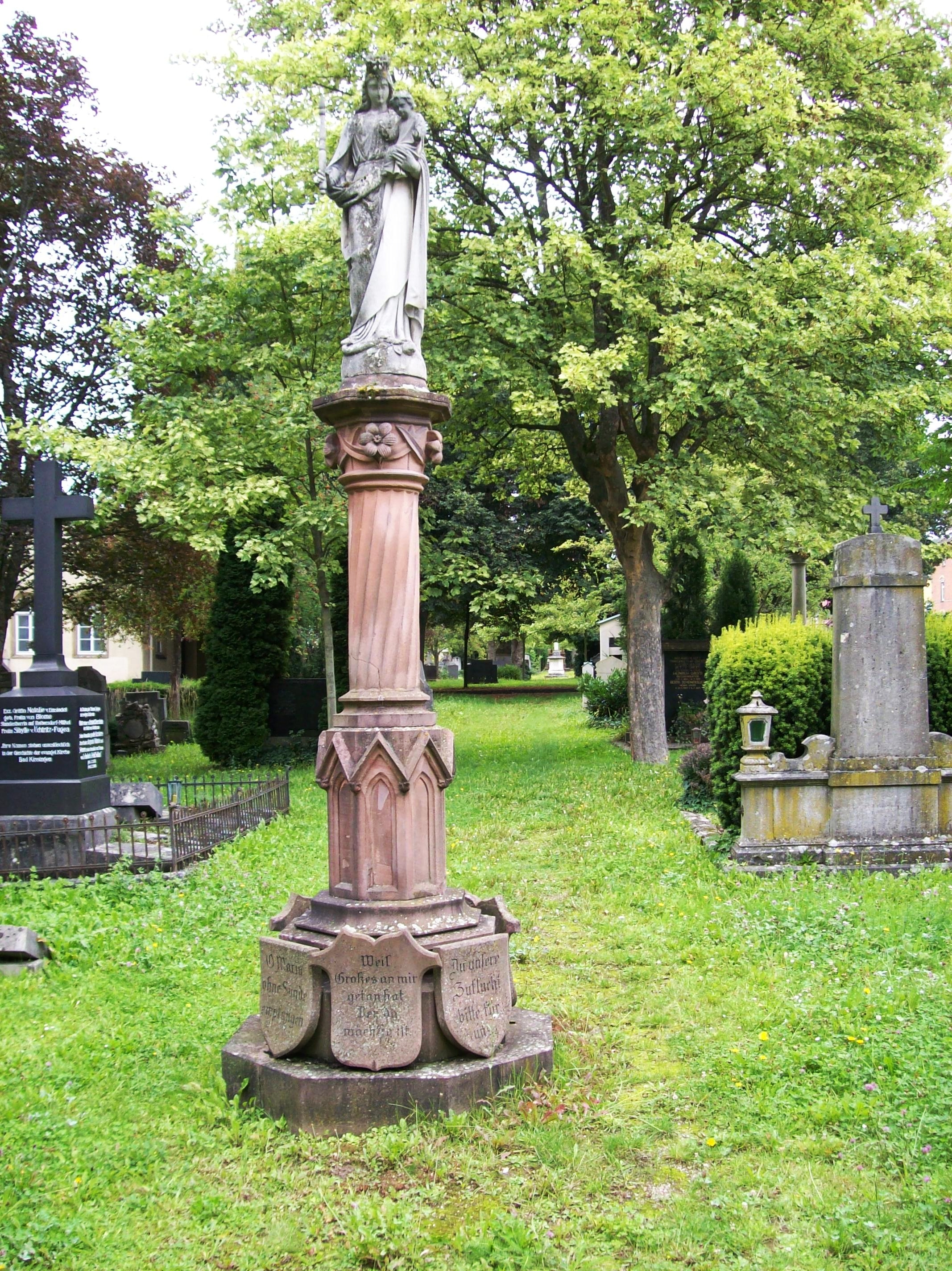
Mariensäule

Auf dem Kapellenfriedhof befindet sich eine im Jahr 1905 von Bildhauer Valentin Weidner geschaffene Mariensäule. Es gehört zu den Bad Kissinger Baudenkmälern und ist unter der Nummer D-6-72-114-26 in der Bayerischen Denkmalliste registriert.
Es handelt sich um eine neugotische Madonnenfigur, die auf einer gedrehten Säule über einem von einem Wappen umringten Postament steht. Die Mariensäule wurde 1905 zunächst am Marienplatz an der Herz-Jesu-Stadtpfarrkirche aufgestellt. Im Jahr 1958 wurde sie entfernt und dort durch eine Mariensäule aus Sandstein vom Jahr 1716 ersetzt. Weidners Marienfigur kam zunächst (ohne Säule, die bei der Pfarrei Herz-Jesu verblieb) in das Erholungsheim der Englischen Fräulein in Kirchehrenbach, die ein Institut neben der Herz-Jesu-Stadtpfarrkirche unterhielten. Wegen Aufgabe des Erholungsheims in Kirchehrenbach einigten sich die Englischen Fräulein und die Stadt Bad Kissingen über einen Rücktransport der Marienfigur zum Kapellenfriedhof. Die Pfarrei Herz-Jesu überließ der Stadt Bad Kissingen die Säulenreste. Mehrere Standortalternativen (direkt am Liebfrauensee, vor der Marienkapelle, vor dem ehemaligen Leichenhaus) wurden verworfen. Die Mariensäule wurde schließlich an der Ost-West-Achse des Friedhofs aufgestellt, womit sich die Mariensäule und Weidners Kruzifix von 1890 auf der Querachse fast spiegelbildlich gegenüberstehen. Der Bad Kissinger Steinmetzbetrieb Torsten Göbel erhielt den Auftrag zur Ergänzung der beschädigten Marienfigur und meißelte nach der Vorlage Weidners eine neue Säulenbasis aus roten Sandstein. Dabei fiel die Mariensäule etwas kleiner als im Originalzustand aus. Im Rahmen einer Maiandacht wurde die neue Mariensäule am 29. Mai 1994 unter Teilnahme einer Vertretung der Englischen Fräulein neu eingeweiht.